# Luciola papariensis
Luciola papariensis là một loài bọ cánh cứng trong họ Đom đóm (Lampyridae). Loài này được Doi miêu tả khoa học năm 1932.